# 75V villamos (Miskolc)
A miskolci 75V jelzésű villamos egy ingyenes villamosjárat volt (a 75 éves buszközlekedés alkalmából), mely 2023. június 24-én, a Múzeumok Éjszakája részeként közlekedett. A viszonylatot az MVK Zrt. üzemeltette.
A vonalon a ČKD Tatra KT8D5 típusú villamos közlekedett.

## Megállói
| 75V villamos (Tiszai pályaudvar – Szondi György utca) | 75V villamos (Tiszai pályaudvar – Szondi György utca) | 75V villamos (Tiszai pályaudvar – Szondi György utca) |
| ----------------------------------------------------- | ----------------------------------------------------- | ----------------------------------------------------- |
| 0                                                     | Tiszai pályaudvar                                     | 5                                                     |
| 5                                                     | Szondi György utca                                    | 0                                                     |

## Kapcsolódó cikk
- 75-ös busz (Miskolc)